# Icnites de Coll de Jou
El jaciment paleontològic d'Icnites del Coll de Jou es localitza dins el terme municipal de Saldes (Berguedà, Barcelona). Es troba en una única àrea, orientada al sud de la muntanya del Pollegó inferior (2.400 m d'altitud), al Massís del Pedraforca. Aquesta àrea s'estén alguns metres a l'oest del Torrent de Cal Ninot (Saldes) i queda limitada, a l'est, per l'inici de la Solana de Capdevila. Va ser declarat Bé Cultural d'Interès Nacional per la Generalitat de Catalunya.
El jaciment de Coll de Jou té una extensió aproximada entre 50 i 70 m2 i fou descobert l'agost de l'any 2002 per Bernat Vila, de l'Institut de Paleontologia M. Crusafont de Sabadell. Es tracta d'una paret vertical, al final d'una explotació minera de lignit, on es poden veure una vintena d'icnites de dinosaure. Al jaciment se li atribueix una edat geològica del Campanià-Maastrichtià, en el Cretaci superior.
La qualitat i abundància d'aquestes restes fòssils, així com el seu estat de conservació, han merescut ser incloses en l'expedient de "Yacimientos de icnitas de Dinosauro de la Península Ibérica", candidat a ser declarat per la UNESCO Patrimoni Mundial.
Es tracta d'un dels jaciments més importants amb restes de dinosaures, que reuneix els valors següents:
Excepcionalitat i rellevància de les restes conservades, que permet l'aproximació del que degué constituir la vida en el Cretaci.
Intel·ligibilitat i capacitat de museïtzació, ja que per les característiques de les restes abans esmentades i la mateixa naturalesa del jaciment pot oferir un important potencial didàctic en un entorn paisatgístic d'alts valors naturals.